# Santos Kingston
El Santos Football Club es un equipo de fútbol de Jamaica que milita en la KSAFA Super League, la segunda liga de fútbol más importante del país.

## Historia
Fue fundado en el año 1964 en la capital Kingston y su nombre y el diseño de su emblema se deben al equipo brasileño del mismo nombre como un tributo a Pelé y al Santos FC y los colores de su uniforme son en honor a la Selección de fútbol de Brasil. Ha sido campeón de Liga en 5 ocasiones y 1 subcampeonato, casi todos conseguidos en la década de los años 70.
A nivel internacional ha participado en 3 torneos continentales, donde su mejor participación ha sido en la Copa de Campeones de la Concacaf del año 1975, en la que fue eliminado en la Segunda ronda por el SV Transvaal de Surinam.

## Palmarés
- Liga Premier Nacional de Jamaica: 5

1973/74, 1974/75, 1975/76, 1976/77, 1979/80
- - Subcampeón: 1

1982/83

## Participación en competiciones de la Concacaf
- Copa de Campeones de la Concacaf: 3 apariciones

1970 - Primera ronda
1975 - Segunda ronda
1979 - Ronda clasificatoria

## Jugadores destacados
- Donovan Hayles
- Lenworth Hyde